# مقاطعة برووكس (جورجيا)
مقاطعة برووكس (بالإنجليزية: Brooks County)‏ هي إحدى المقاطعات في ولاية جورجيا في الولايات المتحدة الأمريكية.